# Neureuth (Berg)
Die Neureuth ist ein 1264 m ü. NHN hoher Berg in den Schlierseer Bergen im Mangfallgebirge in den Bayerischen Voralpen. Die Neureuth liegt östlich des Tegernsees und ist eines der beliebtesten Ausflugsziele der Münchner. Der Gipfel mit dem vielbesuchten Berggasthof Neureuth ist als einfache Bergwanderung von Tegernsee oder Gmund aus erreichbar. Auch im Winter ist die Neureuth ohne besondere Ausrüstung erreichbar. Alternativ kann man auch über die 1335 m hohe Gindelalmschneid und die Gindelalm über den Prinzenweg von Schliersee her aufsteigen oder von Hausham aus über den Huberspitz kommend bei der Gindelalm auf den Prinzenweg stoßen.
Am Gipfel steht das Neureuthhaus, es ist seit 1964 im Eigentum der Stadt Tegernsee und wird von Pächtern als oben genannter Berggasthof betrieben. Der Baubeginn des Unterkunfthauses Neureuth erfolgte am 14. Mai 1895, die Eröffnung erfolgte am 18. August des gleichen Jahres.